# Vughts Museum
Het Vughts Museum is een historisch museum over het dorp Vught, voorheen gevestigd in een oude maalderij aan de Taalstraat aldaar, nadien in Ontmoetingscentrum De Petrus aan de Heuvel.

## Museum en collectie
Omstreeks 1975 werd het Vughts Museum opgericht onder de naam Verzamelkamer Vught. Later werd de naam veranderd in Oudheidkamer Vught, later 'Vughts Historisch Museum' en vanaf 3 januari 2011 Vughts Museum. Naast het deel over de geschiedenis van Vught heeft het museum ook een grote collectie kunst van kunstenaars uit Vught of met Vught als thema.
Het museum bezit zo'n 3000 artefacten. Wat vanwege ruimtegebrek niet geëxposeerd kan worden is opgeslagen in diverse depots. Regelmatig vinden er wisselexposities plaats in het museum. Daarnaast heeft het een permanente collectie die onder te verdelen valt in tien deelcollecties:
- Vught in de Tweede Wereldoorlog: Voorwerpen, foto's, documenten en tekeningen gerelateerd aan het leven in Kamp Vught gedurende 1943-1944 en in het dorp Vught.
- Ambachten: Het museum toont gereedschappen en voorwerpen van diverse ambachten. De ambachten die gepresenteerd worden bestaan uit vrijwel complete inrichtingen en inventarissen van de ambachten, zoals die van zadelmakerij Daamen, kunstschilder Frits Grips en sierschilder Wim van Hooff.
- Verenigingen: Voorwerpen van diverse verenigingen uit Vught. Bijzonder is de collectie van de gildenverenigingen, zoals het Gilde Sint Catharina en Sint Barbara-Sint Sebastiaan Gilde.
- Gemeente Vught: Voorwerpen van politie en brandweer van Vught. Daarnaast heeft het museum ook een portrettengalerij van foto´s van de burgemeesters van Vught tentoongesteld. Het oudste voorwerp in de collectie is een loden gemeentezegel uit 1408.
- Scholen: Deze collectie bestaat uit schoolplaten, leesplankjes, letterdoosjes en telramen en klassefoto's.
- Speelgoed: In de collectie is speelgoed te vinden van de 19e en 20e eeuw. Het museum beheert ook buitenspeelgoed zoals een Vliegende Hollander.
- Kleding: Bijzonder zijn de rouwkleding en vijftien Brabantse poffers. Daarnaast zijn er ook voorbeelden van kinderkleding, doopkleding en werkkleding uit de jaren vijftig.
- Beeldende kunst: De collectie bestaat uit meerdere kunstvormen, maar omvat vooral zo'n 125 schilderijen. Beeldende kunstenaars zijn o.a. Frits Grips, Tom Slager, Henry Ubink, Ton Frenken, Huib Luns en Constantijn Molenkamp. Tevens is het museum in het bezit van een groot aantal tekeningen van Marius de Leeuw uit zijn studietijd in de periode 1930-1935.
- Bidprenten: De bidprenten herinneren aan inwoners uit Vught vanaf het midden van de 19e eeuw.
- Huisraad: De verzameling bestaat vooral uit serviesonderdelen van het merk Villeroy & Boch. Tot deze deelcollectie behoort ook een kleine verzameling keukenuitrusting.

## Gebouw en bezoekers
Het museum aan de Taalstraat bevond zich achter het voormalige café Het Bijltje. Het pand van de oude maalderij heeft een rijke historie en ligt op een van de oudste plekken van Vught op de grens van de bebouwing en het vroegere Dommeldal. Het gebouw was te klein om de hele collectie van het museum te herbergen en had behoefte aan groot onderhoud. Sinds 2012 werd gewerkt aan een verhuizing naar de Sint-Petruskerk te Vught. Het museum op de oude locatie is in 2015 gesloten. Jaarlijks trok het museum 2.200 bezoekers.
In 2018 werd het museum heropend in Ontmoetingscentrum De Petrus.